# Oxuderces dentatus
Espèce
Oxuderces dentatus est une espèce de gobies, considérée par FishBase comme synonyme de Apocryptichthys sericus, mais comme une espèce distincte de Apocryptichthys sericus selon l'ITIS.

## Description
Il mesure environ 10 cm.

## Répartition géographique
On le trouve à l'ouest du bassin Indo-Pacifique : Au large de l'Inde, du Viêt Nam, de Macao, de la Chine, de la Malaisie et de l'Indonésie.

## Synonymes
Selon FishBase, Oxuderces dentatus admet les synonymes suivants :
- Apocryptichthys cantoris (non Day, 1871)
- Apocryptichthys livingstoni Fowler, 1935
- Apocryptichthys sericus Herre, 1927 (considéré par l'ITIS comme un taxon à part entière)